# Indopitec
L'indopitec (Indopithecus giganteus) és una espècie extinta de primat de la família dels homínids que visqué al subcontinent indi durant el Miocè superior, fa aproximadament 6,5 milions d'anys. Se n'han trobat restes fòssils a la serralada de Siwalik, al nord-oest de l'Índia. Es tracta de l'única espècie del gènere Indopithecus. Era com a mínim igual de gros que els goril·les mascles d'avui en dia. L'enormitat de les seves dents premolars i molars fa pensar que es nodria d'aliments durs. La seva classificació ha estat objecte de debat i hi ha científics que en fan un sinònim de Dryopithecus o Gigantopithecus. El nom genèric Indopithecus significa ‘simi indi’, mentre que el nom específic giganteus significa ‘gegantí’ en llatí.